# العلاقات الإماراتية الكولومبية
العلاقات الإماراتية الكولومبية هي العلاقات الثنائية التي تجمع بين الإمارات العربية المتحدة وكولومبيا.

## مقارنة بين البلدين
هذه مقارنة عامة ومرجعية للدولتين:
| وجه المقارنة                                              | الإمارات العربية المتحدة | كولومبيا        |
| --------------------------------------------------------- | ------------------------ | --------------- |
| المساحة (كم2)                                             | 83.60 ألف                | 1.14 مليون      |
| عدد السكان (نسمة)                                         | 9.40 مليون               | 49.07 مليون     |
| الكثافة السكانية (ن./كم²)                                 | 112.44                   | 43.04           |
| العاصمة                                                   | أبو ظبي                  | بوغوتا          |
| اللغة الرسمية                                             | اللغة العربية            | اللغة الإسبانية |
| العملة                                                    | درهم إماراتي             | بيزو كولومبي    |
| الناتج المحلي الإجمالي (بليون دولار)                      | 382.58 مليار             | 309.19 مليار    |
| الناتج المحلي الإجمالي (تعادل القوة الشرائية) بليون دولار | 640.72 مليار             | 724.96 مليار    |
| الناتج المحلي الإجمالي الاسمي للفرد دولار أمريكي          | 40.44 ألف                | 7.60 ألف        |
| الناتج المحلي الإجمالي للفرد دولار أمريكي                 | 67.67 ألف                | 13.36 ألف       |
| مؤشر التنمية البشرية                                      | 0.835                    | 0.720           |
| رمز المكالمات الدولي                                      | +971                     | +57             |
| رمز الإنترنت                                              | .ae، .امارات             | .co             |
| المنطقة الزمنية                                           | ت ع م+04:00              | 00              |

## مدن متوأمة
في ما يلي قائمة باتفاقيات التوأمة بين مدن إماراتية وكولومبية:
- ترتبط دبي مع بوغوتا باتفاقية توأمة منذ 2009.[15][15][15][15]

## منظمات دولية مشتركة
يشترك البلدان في عضوية مجموعة من المنظمات الدولية، منها:
| علم المنظمة | اسم المنظمة                               | تاريخ انضمام الإمارات العربية المتحدة | تاريخ انضمام كولومبيا |
| ----------- | ----------------------------------------- | ------------------------------------- | --------------------- |
|             | مؤسسة التنمية الدولية                     | 23 ديسمبر 1981                        | 16 يونيو 1961         |
|             | يونسكو                                    | 20 أبريل 1972                         | 31 أكتوبر 1947        |
|             | وكالة ضمان الاستثمار متعدد الأطراف        | 20 أكتوبر 1993                        | 30 نوفمبر 1995        |
|             | الأمم المتحدة                             | 9 ديسمبر 1971                         | 5 نوفمبر 1945         |
|             | الفريق المعني برصد الأرض                  | ?                                     | ?                     |
|             | الاتحاد البريدي العالمي                   | ?                                     | ?                     |
|             | البنك الدولي للإنشاء والتعمير             | 22 سبتمبر 1972                        | 24 ديسمبر 1946        |
|             | المنظمة الهيدروغرافية الدولية             | ?                                     | ?                     |
|             | الاتحاد الدولي للاتصالات                  | 27 يونيو 1972                         | 25 أغسطس 1914         |
|             | منظمة حظر الأسلحة الكيميائية              | ?                                     | ?                     |
|             | مؤسسة التمويل الدولية                     | 30 سبتمبر 1977                        | 20 يوليو 1956         |
|             | المركز الدولي لتسوية المنازعات الاستشارية | 22 يناير 1982                         | 14 أغسطس 1997         |
|             | منظمة التجارة العالمية                    | ?                                     | ?                     |
|             | منظمة الشرطة الجنائية الدولية             | ?                                     | ?                     |

## وصلات خارجية
- موقع وزارة الخارجية الإماراتية